# أكيرا سوزوكي (كاتب)
أكيرا سوزوكي (باليابانية: 鈴木ドイツ؛ بالكانا: すずき ドイツ) هو رسام رسوم متحركة وكاتب سيناريو ومونتير وكاتب ومخرج ياباني، ولد في 1 يونيو 1961 في سابورو في اليابان.

## وصلات خارجية
- أكيرا سوزوكي على موقع IMDb (الإنجليزية)
- أكيرا سوزوكي على موقع ميوزك برينز (الإنجليزية)
- أكيرا سوزوكي على موقع ANN person (الإنجليزية)